# Ascochalara gabretae
Ascochalara gabretae är en svampart som beskrevs av Réblová 1999. Ascochalara gabretae ingår i släktet Ascochalara och familjen Chaetosphaeriaceae.   Inga underarter finns listade i Catalogue of Life.